# Polterabend for viderekomne
Polterabend For Viderekomne (eng: Bachelor Party) er en amerikansk komediefilm fra 1984 instrueret og skrevet af Neal Israel. Filmen har bl.a Tom Hanks, Tawny Kitaen og Adrian Zmed på rollelisten.

## Medvirkende
- Tom Hanks
- Tawny Kitaen
- Adrian Zmed
- George Grizzard
- Barbara Stuart
- Robert Prescott
- Wendie Jo Sperber
- Michael Dudikoff
- Gary Grossman
- Kenneth Kimmins
- Rosanne Katon
- Deborah Harmon
- Christopher Morley
- Monique Gabrielle
- Angela Aames
- Billy Beck
- Milt Kogan
- Pat Proft
- Tad Horino
- Brett Baxter Clark